# Scream Queens (phim truyền hình 2015)
Scream Queens (tạm dịch: Nữ hoàng la hét) là một bộ phim truyền hình hài đen châm biếm kinh dị chém giết Mỹ được sáng lập bởi Ryan Murphy, Brad Falchuk và Ian Brennan. Tập đầu tiên của phim ra mắt vào ngày 22 tháng 9 năm 2015. Bộ phim được sản xuất bởi hãng 20th Century Fox Television, Ryan Murphy Productions, Brad Falchuk Teley-vision và Prospect Films.
Phim có hai mùa phát sóng từ năm 2015 tới 2016. Mùa đầu tiên lấy bối cảnh chính xoay quanh hội nữ sinh Kappa Kappa Tau của trường đại học Wallace, nơi các nữ sinh bị sát hại một cách bí ẩn bởi một nhóm người bận trang phục linh vật Red Devil của trường để ngụy trang.
Ngày 15 tháng 1 năm 2016, đài Fox xác nhận sản xuất tiếp mùa hai của phim. Không giống như mùa đầu tiên, diễn ra trong một ngôi nhà của hội nữ sinh, mùa thứ hai lấy bối cảnh tại một bệnh viện. Các diễn viên: Emma Roberts, Abigail Breslin, Billie Lourd, Lea Michele, Jamie Lee Curtis, Keke Palmer và một số diễn viên khác tiếp tục góp mặt trong phần này.
Ngày 15 tháng 5 năm 2017, Fox thông báo hủy bỏ loạt phim sau hai mùa phát sóng cho tới khi Ryan Murphy thông báo rằng mùa thứ ba đã bắt đầu phát triển vào tháng 5 năm 2020.

## Diễn viên và nhân vật

### Chính
- Emma Roberts trong vai Chanel Oberlin
- Skyler Samuels trong vai Grace Gardner
- Lea Michele trong vai Hester Ulrich / Chanel #6
- Glen Powell trong vai Chad Radwell
- Diego Boneta trong vai Pete Martinez
- Abigail Breslin trong vai Libby Putney / Chanel #5
- Keke Palmer trong vai Zayday Williams
- Nasim Pedrad trong vai Gigi Caldwell / Jess Meyer
- Lucien Laviscount trong vai Earl Grey
- Oliver Hudson trong vai Weston Gardner
- Billie Lourd trong vai Sadie Swenson / Chanel #3
- Jamie Lee Curtis trong vai Dean Cathy Munsch

### Khách mời đặc biệt
- Ariana Grande trong vai Sonya Herfmann / Chanel #2
- Nick Jonas trong vai Boone Clemens
- Niecy Nash trong vai Denise Hemphill
- Chad Michael Murray trong vai Brad Radwell

### Định kỳ
- Jan Hoag trong vai Ms. Agatha Bean
- Breezy Eslin trong vai Jennifer
- Whitney Meyer trong vai Tiffany de Salle
- Chelsea Ricketts trong vai Amy Meyer
- Anna Grace Barlow trong vai Bethany Stevens / Mary Mulligan
- Grace Phipps trong vai Mandy Greenwell
- Brianne Howey trong vai Melanie Dorkus
- McKaley Miller trong vai Sophia Doyle
- Jeanna Han trong vai Sam
- David Simpson trong vai Aaron Cohen / Coney
- Anna Margaret Collins trong vai Coco Cohen
- Jim Klock trong vai Detective Chisholm
- Deneen Tyler trong vai Shondell Washington
- Evan Paley trong vai Caulfield Mount Herman
- Aaron Rhodes trong vai Roger
- Austin Rhodes trong vai Dodger

### Khách mời
- Roger Bart trong vai Dr. Herfmann
- Charisma Carpenter trong vai Mrs. Herfmann
- Jennifer Aspen trong vai Adult Mandy Greenwell
- Tavi Gevinson trong vai Feather McCarthy
- Philip Casnoff trong vai Dr. Steven Munsch
- Dan Hildebrand trong vai Detective Baxter
- Daniel Donahue trong vai Detective Chiselhurst
- Faith Prince trong vai Kristy Swenson
- Gary Grubbs trong vai Mr. Swenson
- LB Brown trong vai Freddy Swenson
- Julia Duffy trong vai Bunny Radwell
- Alan Thicke trong vai Tad Radwell
- Patrick Schwarzenegger trong vai Thad Radwell
- Rachele Brooke Smith trong vai Muffy St. Pierre-Radwell
- Michael Siberry trong vai Chesterton
- Jean Louisa Kelly trong vai Delight Ulrich
- Steven Culp trong vai Clark Ulrich
- Wallace Langham trong vai Mr. Putney
- Lara Grice trong vai Mrs. Putney